# Драги Тозия
Драги Тозия (на македонска литературна норма: Драги Тозиjа) е югославски партизанин и политик от Социалистическа република Македония.

## Биография
Роден е на 4 октомври 1919 година в град Ресен. Влиза в комунистическата съпротива през 1941 година. От средата на октомври 1944 е политически комисар на седма македонска ударна бригада. Бил е политически комисар на дванадесета македонска ударна бригада и на четиридесет и първа македонска дивизия на НОВЮ. След Втората световна война е полковник в ЮНА. Работи на различни служби в Министерството на вътрешните работи на СРМ, в културно-просветния комитет на Събранието на СРМ. Членува в Централния комитет на Македонската комунистическа партия. Тозия е един от основателите на Македонската телевизия и в периода 1964-1967 е неин пръв генерален директор. Известен период от време е и директор на републиканската служба.